# Ponta da Atalaia
A ponta da Atalaia é um cabo situado em Portugal, no sudoeste da Península Ibérica, de formato cuneiforme. É um dos remates da ponta de Sagres, situando-se a norte desta.
Esta ponta forma uma pequena península, onde no século XII Ibn Qasī instalou o ribāt da Atalaia, um complexo religioso islâmico com várias mesquitas e uma madrasa.
Durante a Segunda Guerra Mundial, a 9 de Julho de 1943, após uma batalha aérea travada entre aviões ingleses e alemães nos céus de Aljezur, um avião alemão foi abatido, vindo a cair na ponta da Atalaia, a dois quilómetros daquela vila, resultando em sete vítimas mortais. Os sete aviadores alemães foram sepultados com honras no cemitério de Aljezur. As campas foram mantidas até à actualidade com recursos enviados pela família, da Alemanha, e pela comunidade alemã local.